# Huta Janowska
Huta Janowska – wieś w Polsce położona w województwie łódzkim, w powiecie pabianickim, w gminie Pabianice. Wieś jest częścią składową sołectwa Janowice.
W latach 1975–1998 miejscowość należała administracyjnie do ówczesnego województwa łódzkiego.